# Hof Echtz
Der Hof Echtz stand im Dürener Stadtteil Echtz im Kreis Düren.
Kurz vor April 1174 wurde Werner von Merode mit der Verwaltung des zum Reichsgut gehörenden Hofes Echtz betraut. Von hier aus ließ er in der Nachbarschaft einen Sitz auf einer Rodung anlegen, nach dem er und seine Nachfolger sich van deme Rode, benannten. 1292 bestätigte der deutsche König Adolf der Sophie, Witwe eines anderen Werner von Merode, dass sie zeit ihres Lebens die Einkünfte ihres Hofes zu Echtz genießen darf.
Der Hof war damals eine Reichslehen und war der Sophie als Heiratsgut von ihrem verstorbenen Mann überschrieben worden. 1335 wird der Hof zu Echtz als Reichslehen im Besitz des Ritters Werner von Merode genannt. Der Hof von Echtz mit abhängigen Höfen in Geich, Obergeich und Schlich, vielleicht auch in Konzendorf und D’horn, bildete den Kern der Herrschaft Merode. Aus und neben diesen Höfen entwickelten sich seit dem Hochmittelalter die gleichnamigen Dörfer. 
Der Hof Echtz hatte in der umliegenden Waldwirtschaft ausgedehnte Nutzungsrechte sowie Fischereirechte in der Rur. Um 1600 wird ein Thöniß Brewer als Halffe des freien Adeligen Hofs zu Echtz genannt. Der Hof wird noch als Feodalhof 1781 und 1797 im Besitz der Grafen von Merode erwähnt.
Der ehemalige Standort ist nicht mehr bekannt.